# Vedat de Torrent
El Vedat de Torrent o simplement el Vedat és la zona situada al sud de la ciutat valenciana de Torrent (Horta Sud). El seu nom es deu a la denominació d'aquesta muntanya, El Vedat. Està integrada per urbanitzacions i zones residencials de xalets, i disposa d'una zona d'acampada anomenada La canyada del conill, a disposició de qualsevol persona que hi sol·licite estada. Es pot accedir a les urbanitzacions a través de la línia 1 dels Ferrocarrils de la Generalitat Valenciana.
El seu topònim fa referència al territori privat que comprenia tota la zona del Vedat de Torrent en l'edat mitjana. Aquest territori se li va adjudicar a uns monjos hospitalers com a recompensa per les batalles a Terra Santa. El març de 1974 s'hi organitzà una cèl·lula del PSAN al País Valencià
Entre els seus edificis destaca la torre de telegrafia òptica del Vedat, originària de 1848 i que formava part de la línia de telegrafia òptica que a mitjan segle xix connectava Madrid amb València. Cal destacar també el xalet que va ser habilitat i utilitzat durant la Guerra Civil com a hospital de les Forces Aèries de la República Espanyola (FARE).
En els sistemes informatitzats d'algunes companyies es denomina a aquesta població com a Monvedat. És un nom que prové de la mateixa localització del Vedat situat entorn d'una muntanya. Aquest fet propícia confusió en el moment de la sol·licitud de línies ADSL o de dades a la zona, perquè en els sistemes no apareix com El Vedat.